# 이무
이무(李茂, 1355년 ~ 1409년)는 고려 말 조선 초의 문신이다. 본관은 단양(丹陽). 자는 돈부(敦夫)이다. 사위는 정승 맹사성(孟思誠)의 장남 맹귀미(孟歸美)이다.

## 생애
고려 공민왕 때 문과에 급제해 우왕 때 밀직사사가 되었으나, 1388년(창왕 1) 간관의 탄핵을 받고 곡주(谷州)로 유배되었다. 1390년(공양왕 2) 도절제사(都節制使)로서 전라도에서 왜구를 격퇴하였다.
조선 개국 후 이방원을 도와 정사공신(定社功臣)과 좌명공신(佐命功臣)에 책훈되었다.
1402년(태종 2) 우정승에 오르고, 1403년 단산부원군(丹山府院君) 겸 중군 도총제(中軍都摠制)가 되었다.
1409년 태종의 처남 민무구(閔無咎)·민무질(閔無疾)의 옥사에 관련되어 유배되었다가 죽산(竹山)에서 사형되었다. 사후 신원되었으며, 시호는 익평(翼平)이다.

## 묘소
- 이무 선생 묘 및 신도비 - 고양시 향토유적 제9호